# PA-7000

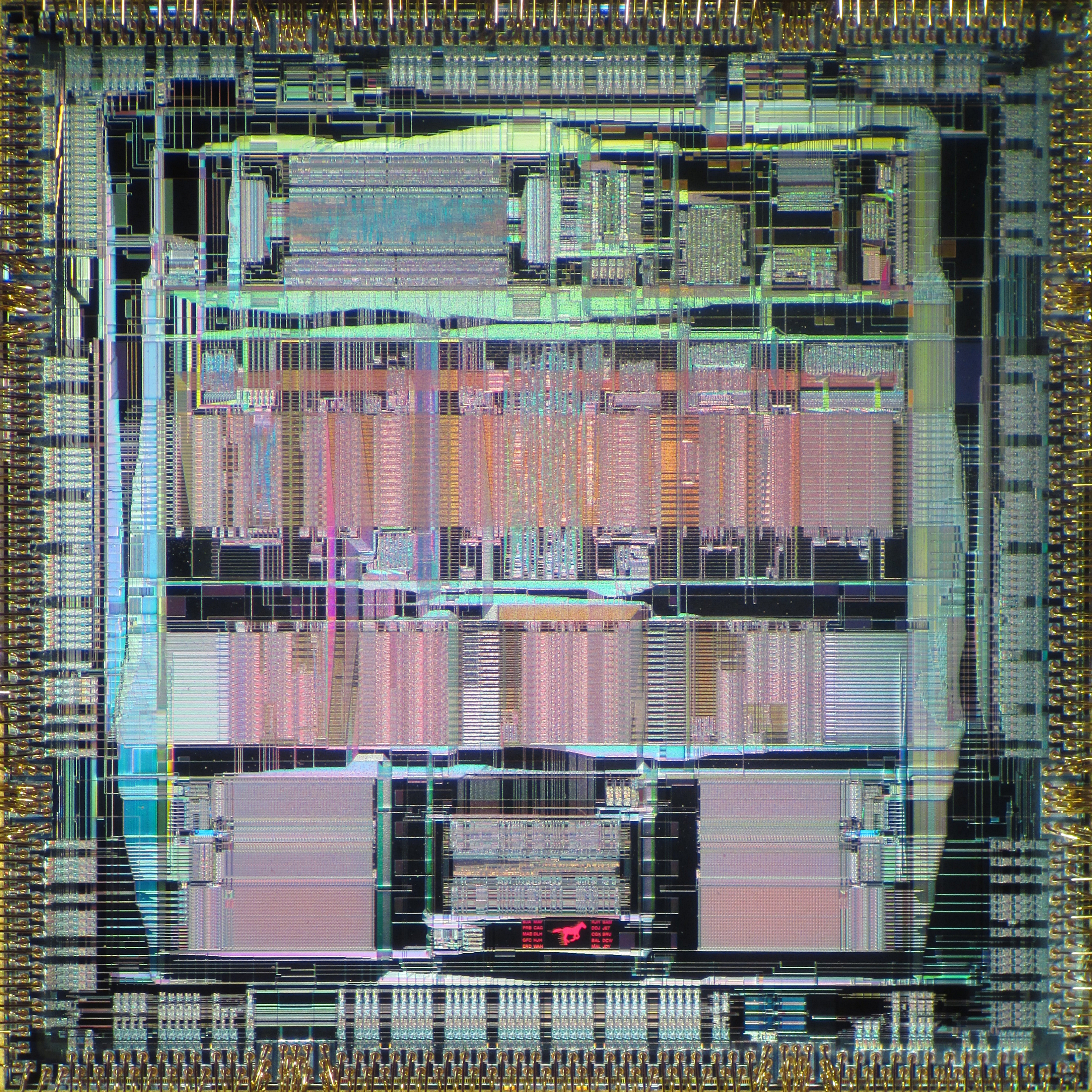
HP PA-7000 processzormag mikrofotója

A PA-7000 – más néven PCX-S – volt a Hewlett-Packard (HP) első, PA-RISC 1.1 utasításkészlet-architektúrát (ISA) implementáló, 32 bites RISC elvű mikroprocesszora. 1991-ben vezették be és elsőként a 700-as sorozatú munkaállomásokban használták fel, majd később a Nova szerverekben. A PA-7000 egy többcsipes megvalósítás: a központi egység egy csipen tartalmazza az ALU-t, a TLB-t és az utasítás- és adat-gyorsítótárak vezérlőit, és ez a csipkészlet többi elemével együtt alkot egy működő processzort.
A csipkészlet második eleme a Viper memória- és be/kimeneti vezérlő, amely a rendszersínt kapcsolja össze a külvilággal kapcsolatot tartó áramkörökkel. A PA-7000-es rendszerben ez 32 bites adatutat biztosít (a PA-7100-ban ennek szélességét 64 bitre növelték). A csip 0,8 µ-os technológiával, CMOS26B folyamattal készült, 185 000 tranzisztort tartalmaz 9,5×9,5 mm² felületű lapkán, és 272 CPGA vagy 408 csatlakozós PGA tokozással készült.
A készlet harmadik eleme az FPU csip. A 7100-as rendszerek HP vagy Texas gyártmányú koprocesszorokat alkalmaztak. A negyedik csip a PBus/VSC interfész csip, amely a rendszersín felé biztosítja a kapcsolatot.
A processzor 32-től 66 (96) MHz-ig terjedő órajeleken futhat. A főprocesszor-csip mérete 14,2 × 14,2 mm², 577 000 tranzisztort tartalmaz, 1,0 µm-es két vezetőrétegű CMOS (CMOS26B) eljárással készült, 408 csatlakozós CPGA tokozásban forgalmazták.
A HP a HP 9000 munkaállomás-sorozat 705, 710, 720, 730, 750 modelljeiben, a 800-as sorozat Nova szervereiben és a 890-es szerverben alkalmazta. A HP-n kívül a Mitsubishi is alkalmazta HP/9000-kompatibilis szervereiben.